# Balsac the Jaws of Death
Balsac the Jaws Of Death er navnet på den figur, der er rytmeguitarist i det amerikanske heavy metal-band GWAR. Hans rolle i bandet er et menneskelignende kødædende væsen med et ansigt som en bjørnefælde. Navnet Balsac stammer fra en kæmpeøkse. Balsac taler med en prætentiøs accent, som kan høres på nummeret "Were Is Zog?"
Rollen som Balsac the Jaws Of Death er blevet spillet af flere guitarister. Den seneste er Mike Derks.